# William Hume-Rothery

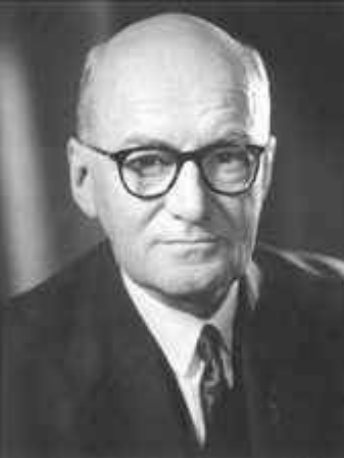
William Hume-Rothery

William Hume-Rothery (* 15. Mai 1899 in Worcester Park, Surrey; † 27. September 1968) war ein englischer Metallurg und Werkstoffwissenschaftler, der die Zusammensetzungen von Legierungen untersuchte. Nach ihm sind die intermetallischen Hume-Rothery-Phasen benannt.

## Leben und Werk
William Hume-Rothery wurde als Sohn des Rechtsanwalts Joseph Hume-Rothery in Worcester Park, Surrey, geboren. Seine Jugend verbrachte er in Cheltenham, wo er das Cheltenham College besuchte. Er wurde im Jahr 1917 durch eine Virusinfektion völlig taub. Dennoch trat er in das Magdalen College an der University of Oxford ein, das er mit einem First Class Honours-Abschluss in Chemie abschloss. Er besuchte danach die Royal School of Mines, wo er bei Harold Carpenter seine Dissertation anfertigte und promoviert wurde. Im Zweiten Weltkrieg betreute er zahlreiche öffentliche Aufträge über Arbeiten an Aluminium- und Magnesium-Legierungen.
Nach dem Krieg kehrte er nach Oxford zurück, um Forschungen über intermetallischen Verbindungen und Probleme an der Grenze der Metallographie und Chemie durchführen. Er verbrachte dort den Rest seines Arbeitslebens. Im Jahr 1938 wurde er Dozent für metallurgische Chemie. Seine Forschung konzentrierte sich auf die Mikrostruktur einer Legierung und deren Abhängigkeit von der chemischen Zusammensetzung, der Wertigkeit und elektrochemischer Unterschiede. Er gründete in den 1950er Jahren das Institut für Metallurgie (heute „Department of Materials“).
Im Jahr 1931 heiratete er Elizabeth Fea, mit der er eine Tochter hat. Er wurde im Jahr 1966 emeritiert und starb im Jahre 1968.
Seit 1974 wird der William Hume-Rothery-Preis jährlich von der Minerals, Metals & Materials Society verliehen.

## Ehrungen
Im Jahr 1937 wurde er zum Fellow of the Royal Society gewählt. Im Jahr 1949 wurde ihm die Francis J. Clamer Medaille verliehen.